# DirectSound
DirectSound je v informatice název softwarové součásti DirectX knihoven od firmy Microsoft pro operační systémy Microsoft Windows. DirectSound poskytuje nízkoodezvové rozhraní pro ovladač zvukové karty a dokáže zvládnout mixování (slučování/směšování) a nahrávání více zvukových kanálů současně.
Kromě poskytování základní služby pro přesun zvukových dat do zvukové karty, DirectSound poskytuje i jiné služby, jako například nahrávání a mixování hudby, přidání zvukových efektů (například reverb, echo nebo flange), použitím hardwarově zrychlených vyrovnávacích pamětí a 3D zvukových efektů. DirectSound taktéž poskytuje prostředek ke snímání zvuku z mikrofonů nebo dalších vstupů a k ovládání efektů během snímání zvuku.
Po mnoha letech vývoje je DirectSound „vyspělé API“ a poskytuje mnoho dalších užitečných možností, jako například schopnost přehrávání vícekanálových zvuků ve vysokém rozlišení. Ačkoli byl DirectSound vyvinut pro užití ve hrách, dnes se používá v mnoha aplikacích. DirectShow využívá hardwarových možností, které poskytuje DirectSound, pokud je podporován hardwarem.

## Vlastnosti
DirectSound je rozhraní (API) pro uživatelské aplikace, které zprostředkovává komunikaci s ovladači zvukové karty a tím umožňuje přehrávat zvuk a hudbu. V roce 1995 byl DirectSound považován za revoluční, protože umožňoval použít více souběžných audio streamů a umožňoval též současný přístup ke zvukové kartě více aplikacím naráz. Před uvedením rozhraní DirectSound museli vývojáři her implementovat vlastní softwarový audio engine. DirectSound poskytuje vzorkovací frekvenci konverze a mixu zvuku pro neomezený počet zvukových zdrojů a praktické limity množství hardwarových zdrojů zvuků a výkonu softwarového mixéru. Architektura DirectSound nabízí koncept „kruhového bufferu“, který se neustále pohybuje v cyklu. Existují dva typy bufferů - „streamovací“ vyrovnávací paměti, které zajišťují průběžný zvuk (např. hudbu na pozadí) a „statické“ vyrovnávací paměti, které zajišťují krátké zvuky. O podporu zvukových karet DirectSound se starají „hardwarově akcelerované“ vyrovnávací paměti, které mohou být umístěny buď v lokální paměti zvukové karty nebo mohou být přístupné pomocí zvukové karty z paměti systému. Pokud není hardwarová akcelerace k dispozici, DirectSound může vytvořit audio buffery v systémové paměti a použít jí k softwarovému mixovaní.